# Episodi di Batman: The Brave and the Bold (seconda stagione)
La seconda stagione della serie animata Batman: The Brave and the Bold, composta da ventisei episodi, andò in onda negli Stati Uniti d'America tra il 20 novembre 2009 e l'8 aprile 2011, mentre in Italia andò in onda tra il 29 maggio 2011 e il 5 gennaio 2013.
| nº | Titolo originale                             | Titolo italiano                               | Prima TV USA      | Prima TV Italia  |
| -- | -------------------------------------------- | --------------------------------------------- | ----------------- | ---------------- |
| 1  | Death Race to Oblivion!                      | Corsa mortale                                 | 20 novembre 2009  | 29 maggio 2011   |
| 2  | Long Arm of the Law!                         | Il lungo braccio della legge                  | 11 dicembre 2009  | 5 giugno 2011    |
| 3  | Revenge of the Reach!                        | La vendetta dei the Reach                     | 1º gennaio 2010   | 12 giugno 2011   |
| 4  | Aquaman's Outrageous Adventure!              | Avventura strepistosa per Aquaman             | 8 gennaio 2010    | 19 giugno 2011   |
| 5  | The Golden Age of Justice!                   | Justice Society in azione!                    | 15 gennaio 2010   | 26 giugno 2011   |
| 6  | Sidekicks Assemble!                          | Assistenti alla riscossa!                     | 22 gennaio 2010   | 3 luglio 2011    |
| 7  | Clash of the Metal Men!                      | La forza dei metalli!                         | 29 gennaio 2010   | 10 luglio 2011   |
| 8  | A Bat Divided!                               | La divisione di Batman                        | 5 febbraio 2010   | 17 luglio 2011   |
| 9  | The Super-Batman of Planet X!                | Il super Batman del Pianeta X!                | 26 marzo 2010     | 24 luglio 2011   |
| 10 | The Power of Shazam!                         | Il potere di Shazam!                          | 2 aprile 2010     | 31 luglio 2011   |
| 11 | Chill of the Night!                          | La verità del passato                         | 9 aprile 2010     | 7 agosto 2011    |
| 12 | Gorillas in Our Midst!                       | L'attacco dei gorilla!                        | 16 aprile 2010    | 14 agosto 2011   |
| 13 | The Siege of Starro!, Part 1                 | La Terra sotto assedio                        | 17 settembre 2010 | 21 agosto 2011   |
| 14 | The Siege of Starro!, Part 2                 | Il sacrificio della Bestia                    | 24 settembre 2010 | 28 agosto 2011   |
| 15 | Requiem for a Scarlet Speedster!             | Missione in velocità                          | 1º ottobre 2010   | 4 settembre 2011 |
| 16 | The Last Patrol!                             | L'ultima pattuglia                            | 8 ottobre 2010    | 2 dicembre 2012  |
| 17 | The Mask of Matches Malone!                  | Il mantello delle nove vite                   | 5 dicembre 2010   | 8 dicembre 2012  |
| 18 | Menace of the Madniks!                       | Un salto nel passato                          | 15 ottobre 2010   | 8 dicembre 2012  |
| 19 | Emperor Joker!                               | Joker all'attacco!                            | 22 ottobre 2010   | 15 dicembre 2012 |
| 20 | The Criss Cross Conspiracy!                  | La vendetta di Katrina                        | 29 ottobre 2010   | 15 dicembre 2012 |
| 21 | The Plague of the Prototypes!                | Guerra tra robot                              | 5 novembre 2010   | 22 dicembre 2012 |
| 22 | Cry Freedom Fighters!                        | I combattenti per la libertà                  | 12 novembre 2010  | 22 dicembre 2012 |
| 23 | The Knights of Tomorrow!                     | I cavalieri del domani                        | 19 novembre 2010  | 29 dicembre 2012 |
| 24 | Darkseid Descending!                         | La discesa di Darkseid                        | 3 dicembre 2010   | 29 dicembre 2012 |
| 25 | Bat-Mite Presents: Batman's Strangest Cases! | Bat-Mite presenta: Batman e i casi più strani | 1º aprile 2011    | 5 gennaio 2013   |
| 26 | The Malicious Mr. Mind!                      | Il malvagio Mr. Mind                          | 8 aprile 2011     | 5 gennaio 2013   |